# Rozbici
Rozbici - (ang. Wrecked) amerykański serial komediowy, którego twórcami są Jordan Shipley i Justin Shipley. Serial jest emitowany od 14 czerwca 2016 roku przez TBS.

W Polsce serial jest emitowany od 12 sierpnia 2016 roku przez  TNT Polska.
27 kwietnia 2019 roku, stacja TBS ogłosiła zakończenie produkcji serialu po trzech sezonach.

## Fabuła
Serial opowiada o grupie ludzi, którzy są rozbitkami na bezludnej wyspie.

## Obsada
- Zach Cregger jako Owen[4]
- Ginger Gonzaga jako Emma[4]
- Jessica Lowe jako Florence[4]
- Asif Ali jako Pack[4]
- Ally Maki jako Jess[4]
- Will Greenberg jako Todd[4]
- Brooke Dillman jako Karen[4]
- Pablo Azar jako Pablo
- James Scott jako Liam[4]
- George Basil jako Chet[4]
- Rhys Darby jako Steve[4]
- Brian Sacca jako Danny[4]

## Odcinki
| Sezon | Sezon | Odcinki | Oryginalna emisja TBS | Oryginalna emisja TBS | Oryginalna emisja TNT | Oryginalna emisja TNT | Oryginalna emisja TNT |
| Sezon | Sezon | Odcinki | Premiera sezonu       | Finał sezonu          | Premiera sezonu       | Finał sezonu          |                       |
| ----- | ----- | ------- | --------------------- | --------------------- | --------------------- | --------------------- | --------------------- |
|       | 1     | 10      | 14 czerwca 2016       | 2 sierpnia 2016       | 12 sierpnia 2016      | 9 września 2016       |                       |
|       | 2     | 10      | 20 czerwca 2017       | 22 sierpnia 2017      | 13 sierpnia 2017      | 10 września 2017      |                       |
|       | 3     | 10      | 7 sierpnia 2018       | —                     | —                     | —                     |                       |

### Sezon 1 (2016)
| Nr | #  | Tytuł                                                                | Reżyseria       | Scenariusz                     | Premiera (TBS)  | Premiera w Polsce (TNT) |
| -- | -- | -------------------------------------------------------------------- | --------------- | ------------------------------ | --------------- | ----------------------- |
| 1  | 1  | 'Nie jesteśmy zagubieni' All Is Not Lost                             | James Griffiths | Jordan Shipley, Justin Shipley | 14 czerwca 2016 | 12 sierpnia 2016        |
| 2  | 2  | 'Spoczywaj w pokoju, Callaway Hinkle' Rest in Peace, Callaway Hinkle | James Griffiths | Jordan Shipley, Justin Shipley | 14 czerwca 2016 | 12 sierpnia 2016        |
| 3  | 3  | ' Warto obejrzeć' Always Meant to See That                           | Stuart McDonald | Chris Kula                     | 21 czerwca 2016 | 18 sierpnia 2016        |
| 4  | 4  | 'Baker Street' The Community Pile                                    | Stuart McDonald | Ben Dougan                     | 28 czerwca 2016 | 19 sierpnia 2016        |
| 5  | 5  | 'Wybory' Tubthumping                                                 | Jeff Tomsic     | Chris Kula                     | 5 lipca 2016    | 26 sierpnia 2016        |
| 6  | 6  | 'Mięcho' Billy Crudup                                                | Stuart McDonald | Carol Kolb                     | 12 lipca 2016   | 26 sierpnia 2016        |
| 7  | 7  | ' Proces' Like However Law and Order Does It                         | Ryan Case       | Rosa Handelman                 | 19 lipca 2016   | 2 września 2016         |
| 8  | 8  | 'Przygody Beth i Lamara' The Adventures of Beth and Lamar            | Stuart McDonald | Clay Lapari, Erin Mitchell     | 26 lipca 2016   | 2 września 2016         |
| 9  | 9  | 'Javier i ekipa' Javier and the Gang                                 | Todd Biermann   | Jordan Shipley, Justin Shipley | 2 sierpnia 2016 | 9 września 2016         |
| 10 | 10 | ' Sztuczki gliniarzy' Cop Tricks                                     | Todd Biermann   | Jordan Shipley, Justin Shipley | 2 sierpnia 2016 | 9 września 2016         |

### Sezon 2 (2017)
| Nr | #  | Tytuł                 | Reżyseria         | Scenariusz                     | Premiera (TBS)   | Premiera w Polsce (TNT) |
| -- | -- | --------------------- | ----------------- | ------------------------------ | ---------------- | ----------------------- |
| 11 | 1  | Ransom                | Ian Fitzgibbon    | Jordan Shipley, Justin Shipley | 20 czerwca 2017  | 13 sierpnia 2017        |
| 12 | 2  | Poison                | Ian Fitzgibbon    | Anthony King                   | 20 czerwca 2017  | 13 sierpnia 2017        |
| 13 | 3  | Caiman                | Maurice Marable   | Shaun Diston                   | 27 czerwca 2017  | 20 sierpnia 2017        |
| 14 | 4  | Tony Pepperoni        | Sarah Adina Smith | Chris Kula                     | 11 lipca 2017    | 20 sierpnia 2017        |
| 15 | 5  | No One Rides for Free | Maurice Marable   | Celeste Ballard                | 18 lipca 2017    | 27 sierpnia 2017        |
| 16 | 6  | Sister Mercy          | Sarah Adina Smith | Anthony King                   | 25 lipca 2017    | 27 sierpnia 2017        |
| 17 | 7  | Cruise-ifornication   | Emile Levisetti   | Chris Kula                     | 1 sierpnia 2017  | 3 września 2017         |
| 18 | 8  | Speed                 | Jim Field Smith   | Lauren McGuire                 | 1 sierpnia 2017  | 3 września 2017         |
| 19 | 9  | The Setup             | Jim Field Smith   | Justin Shipley, Jordan Shipley | 15 sierpnia 2017 | 10 września 2017        |
| 20 | 10 | Nerd Speak            | James Griffiths   |                                | 22 sierpnia 2017 | 10 września 2017        |

### Sezon 3 (2018)
| Nr | # | Tytuł                   | Reżyseria       | Scenariusz           | Premiera (TBS)   | Premiera w Polsce (TNT) |
| -- | - | ----------------------- | --------------- | -------------------- | ---------------- | ----------------------- |
| 21 | 1 | Bush Man                | Jim Field Smith | The Shipley Brothers | 7 sierpnia 2018  |                         |
| 22 | 2 | Puke & Cigars           | Jim Field Smith | Chris Kula           | 14 sierpnia 2018 |                         |
| 23 | 3 | Six Feet                | Justin Shipley  | The Shipley          | 21 sierpnia 2018 |                         |
| 24 | 4 | A Game of Chest         | Jordan Shipley  | Lauren McGuire       | 28 sierpnia 2018 |                         |
| 25 | 5 | Last Meal               |                 |                      | 4 września 2018  |                         |
| 26 | 6 | Hunt Day                |                 |                      | 11 września 2018 |                         |
| 27 | 7 | Ballers                 |                 |                      | 18 września 2018 |                         |
| 28 | 8 | The Dark Prince Returns |                 |                      | 25 września 2018 |                         |

## Produkcja
26 października 2014 roku stacja TBS zamówiła pilotowy odcinek Wrecked. W styczniu 2015 roku ogłoszono, że Zach Cregger, Ginger Gonzaga, Jessica Lowe, Asif Ali, Ally Maki, Will Greenberg, Brooke Dillman, James Scott, George Basil, Rhys Darby oraz Brian Sacca dołączyli do obsady serialu.

7 lipca 2016 roku stacja TBS przedłużyła serial o drugi sezon.

13 września 2017 roku, stacja TBS zamówiła trzeci sezon